# Aloe subattenuata
Aloe subattenuata é uma espécie de liliopsida do gênero Aloe, pertencente à família Asphodelaceae.